# Codec
Een codec is soft- of hardware die toelaat data te coderen/decoderen of te comprimeren/decomprimeren. Het betreft een vorm van broncodering.
Er bestaan codecs om bijvoorbeeld geluid of beeld te coderen in een handelbaar bestandsformaat met behoud van een zeker kwaliteitsniveau. Codecs worden in mediaspelers toegepast voor datacompressie van bestanden en bij het realtime versturen van geluid over een ISDN-telefoonlijn. Dit wordt veel toegepast bij radio-interviews waarbij de te interviewen persoon niet zelf in de radiostudio aanwezig hoeft te zijn. Spraakcodec is een van de mogelijkheden.
Hoe de codering precies te werk gaat hangt af van het doel en is vaak te vinden bij de beschrijving van de desbetreffende codec. Onder Windows is een codec vaak als bibliotheek, als Dynamic-link library DLL, beschikbaar.
De mechanismes voor datacompressie die worden toegepast vallen vaak onder de lossy compression, compressie met kwaliteitsverlies, maar lossless compression, compressie zonder kwaliteitsverlies, wordt ook gebruikt.
Voorbeelden
- videocodecs
  - DivX, XviD, MPEG, WMV, Theora
- audiocodecs:
  - MP3, WMA, Ogg, AAC, AAC+, FLAC

WAV is een voorbeeld van een formaat voor pulscodemodulatie, waarbij de gegevens niet worden gecomprimeerd.

## Websites
- codecpack.nl